# ノンコーディングDNA
ノンコーディングDNA（ncDNA）配列は、生物のDNAのうち、タンパク質配列をコードしない部分である。非コード領域、非コードDNAなどとも呼ばれる。対義語はコーディング領域である。ノンコーディングDNAの一部は、機能的なノンコーディングRNA分子（転移RNA、マイクロRNA、リボソームRNAなど）に転写される。ノンコーディングDNA分画のその他の機能領域には、遺伝子発現を制御する制御配列、足場付着領域、DNA複製起点、セントロメア、テロメアなどがある。ノンコーディング領域の中には、イントロン、偽遺伝子、トランスポゾンやウイルスの断片など、ほとんどが非機能的と思われるものもある。

## 概要
バクテリアの場合、コーディング領域は通常ゲノムの88％を占める。残りの12％はタンパク質をコードしないが、RNA転写物が機能する遺伝子（ノンコーディング遺伝子）や制御配列として、その多くが生物学的機能を有しているため、ほとんどすべてのゲノムが機能を持っていることになる。一方で、真核生物のゲノムには、原核生物には見られない反復DNAが大量に含まれているため、真核生物のコーディングDNAの量は、通常ゲノムのごく一部である。機能的なエクソンの数やヒトゲノムの総サイズをめぐって論争があるため、正確な数はわかっていないが、ヒトゲノムのうちコーディングDNAは1 - 2％程度である。つまり、ヒトゲノムの98 - 99％はノンコーディングDNAで構成されており、これにはノンコーディング遺伝子や制御配列など多くの機能的要素が含まれている。
真核生物のゲノムサイズは、近縁種間でさえも、広い範囲にわたって変化することがある。この不可解な現象は当初、減数分裂などによって生じる単相（n）のときのゲノムのDNA量を表す「C値」からC値パラドックス（C-value Paradox）として知られていた。後に、このゲノムサイズの違いのほとんどは、遺伝子の数の違いによるものではなく、反復DNAの伸縮によるものであるということが発見されて、このパラドックスは解決された。研究者の中には、この反復DNAはほとんどがジャンクDNAであると推測する者もいた。ゲノムサイズの変化の理由はまだ解明されておらず、この問題はC値の謎（C-value Enigma）と呼ばれている。
その結果、遺伝子の数は比較的一定であるように思われるため、遺伝子の数は複雑さの概念とは相関しないのではないかという見方が生まれ、この問題はG値パラドックスと呼ばれるようになった。例えば、単細胞生物であるポリカオス・ドゥビウム（Polychaos dubium）（以前はAmoeba dubiaとして知られていた）のゲノムには、ヒトの200倍以上のDNAが含まれていると報告されている（ポリカオス・ドゥビウムが6,000億対を超える塩基対を持つのに対して、ヒトが持つ塩基対は30億対強）。トラフグ（Takifugu rubripes）のゲノムはヒトゲノムの約8分の1の大きさだが、遺伝子の数は同程度である。遺伝子はトラフグゲノムの約30％を占め、コーディングDNAは約10％である（ノンコーディングDNAは約90％）。トラフグゲノムのサイズが小さくなったのは、イントロンの長さが短くなり、反復DNAが少なくなったためである。
オオバナイトタヌキモ（Utricularia gibba）は、ほとんどの植物と比較して非常に小さな核ゲノム（100.7 Mb）を持つ。おそらく1,500Mb程度の祖先ゲノムから進化したのだろうと考えられるこの植物のゲノムは、他の植物とほぼ同じ数の遺伝子を持つが、コーディングDNAの総量はゲノムの30％程度である。ゲノムの残り（70％のノンコーディングDNA）はプロモーターと制御配列からなり、他の植物種よりも短い。遺伝子はイントロンを含むが、その数は少なく、他の植物ゲノムのイントロンよりも小さい。ゲノムには、リボソームRNA遺伝子のコピーを含むノンコーディング遺伝子やテロメア配列とセントロメアも含まれている。他の真核生物に見られる反復DNAの多くは、その系統が他の植物と分かれて以来、オオバナイトタヌキモのゲノムから削除されている。オオバナイトタヌキモゲノムの約59％はトランスポゾン関連配列で構成されているが、ゲノムは他のゲノムに比べて非常に小さいため、このDNAの量はかなり減少していることになる。2013年のオリジナル論文の著者は、動物のノンコーディングDNAに機能的要素が追加されているという主張は、植物ゲノムには当てはまらないようだと指摘している。
ニューヨーク・タイムズ紙の記事は、この種の進化の過程で、「...目的を果たさない遺伝的なジャンクが取り除かれ、必要なものが残された」と言及した。バッファロー大学のビクター・アルバートは、この植物はいわゆるジャンクDNAを取り除くことができ、「多くの異なる細胞、器官、組織型、花を持つ完璧に優れた多細胞植物をジャンクなしで作ることができる。ジャンクDNAは必要ないのだ」と主張した。

## ノンコーディングDNA配列の種類

### ノンコーディング遺伝子
遺伝子にはタンパク質をコードする遺伝子とノンコーディング遺伝子の2種類がある。ノンコーディング遺伝子はノンコーディングDNAの重要な一部であり、転移RNAやリボソームRNAの遺伝子が含まれる。これらの遺伝子は1950年代から1960年代にかけて発見された。
真核生物におけるノンコーディングRNA遺伝子の典型的なクラスには、核内低分子RNA（snRNA）、核小体低分子RNA（sno RNA）、マイクロRNA（miRNA）、siRNA、PIWI相互作用RNA（piRNA）、および長鎖ノンコーディングRNA（lncRNA）の遺伝子が含まれる。さらに、リボザイムを産生するユニークなRNA遺伝子も数多く存在する。
ノンコーディング遺伝子は、原核生物ゲノムの数パーセントを占めるに過ぎないが、真核生物ゲノムではそれ以上の割合を占めることもある。
ヒトゲノムのノンコーディング遺伝子の総数については議論がある。ノンコーディング遺伝子は5,000個程度しかないと考える科学者もいれば、100,000個以上あるかもしれないと考える科学者もいる。この違いは、lncRNA遺伝子の数をめぐる議論によるところが大きい。よく定義された例だけをとると、ノンコーディング遺伝子はゲノムの少なくとも6％を占めることになる。

### 転写調節領域
転写を制御する領域を転写調節領域という。
プロモーターは、転写が始まる遺伝子の5'末端付近のDNAセグメントのことで、RNA合成を開始するためにRNAポリメラーゼが結合する場所である。全ての遺伝子にはプロモーター領域が存在する。
シスエレメントは、近傍の遺伝子の転写を制御する部位である。ほとんどの場合、転写因子がDNAに結合する配列であり、これらの転写因子は転写を活性化したり（アクチベーター）、転写を抑制したりする（リプレッサー）。
多くの制御配列はプロモーター付近、通常は遺伝子の転写開始部位の上流に存在する。遺伝子内に存在するものもあれば、転写終結部位の下流に存在するものもある。真核生物では、プロモーター領域からかなり離れたところに位置する調節配列もある。これらの離れた制御配列はしばしばエンハンサーと呼ばれるが、他の転写因子結合部位と区別するエンハンサーの厳密な定義はない。

### イントロン

5つのイントロンと6つのエクソンを持つ、スプライシングされていないmRNA前駆体の図（上）。イントロンがスプライシングによって取り除かれた後、成熟mRNA配列は翻訳の準備が整う（下）。

イントロンはmRNA前駆体に転写されるが、成熟RNAに加工される過程でPre-mRNA スプライシングによって最終的に取り除かれる部分である。イントロンはタンパク質をコードする遺伝子と非コード遺伝子の両方のタイプに存在する。イントロンは原核生物にも存在するが、真核生物のゲノムではより一般的である。
制限酵素をコードする領域があり転移現象を起こすグループIイントロンと、逆転写酵素をコードする領域があり転移現象を起こすグループIIイントロンは、存在してもゲノムのわずかな割合しか占めない。スプライソソームによってスプライスされるスプライセオソーム型イントロン（図参照）は真核生物にのみ存在し、ゲノムのかなりの割合を占めることがある。例えばヒトでは、タンパク質をコードする遺伝子のイントロンはゲノムの37％を占める。約1％のコード配列と合わせると、タンパク質コード遺伝子はヒトゲノムの約38％を占めることになる。

### 非翻訳領域
標準的な生化学や分子生物学の教科書には、遺伝子の5'末端と翻訳開始コドンの間に位置するmRNAのヌクレオチドについて記述されている。これらの領域は5'-非翻訳領域（5'-UTR）と呼ばれる。また、遺伝子の末端には3'-非翻訳領域（3'-UTR）と呼ばれる同様の領域が存在する。5'-UTRと3'-UTRは細菌では非常に短いが、真核生物では数百ヌクレオチドになる。これらには、翻訳開始（5'-UTR）と転写終結（3'-UTR）を制御する短いエレメントや、mRNAの安定性、プロセシング、細胞内の様々な領域へのターゲティングを制御する調節エレメントが含まれている。

### 複製の起点
DNA合成は複製起点と呼ばれる特定の場所から始まる。これらはDNA複製装置が組み立てられ、DNA合成を開始するためにDNAが巻き戻されるゲノムの領域である。ほとんどの場合、複製は複製起点から両方向に進行する。
複製起点の主な特徴は、特定の開始タンパク質が結合している配列である。典型的な複製起点はDNAの約100-200塩基対をカバーする。原核生物の複製起点は染色体またはプラスミド1つにつき1つであるが、真核生物の染色体には通常複数の複製起点が存在する。ヒトゲノムには、ゲノムの約0.3％に相当する約10万個の複製起点が存在する。

### セントロメア

ヒトの核図表。G分染法によるヒトゲノムの概観を示す。ノンコーディングDNAはセントロメア（各染色体の細長い部分として示されている）に存在し、また暗い（GCの乏しい）領域により多く存在する。

セントロメアは、細胞が分裂する際に、複製されたばかりの染色体を娘細胞に分離するために紡錘体が付着する部位である。真核生物の各染色体には1つのセントロメアがあり、細胞分裂中期の凝縮した染色体では収縮した領域として観察される。セントロメアDNAは多くの反復DNA配列からなり、その長さは数百万塩基対にもなるためしばしばゲノムのかなりの部分を占める。例えばヒトでは、24個のセントロメア全ての塩基配列が決定されており、ゲノムの約6％を占めている。しかし、個体によってセントロメアDNAの総量にはかなりのばらつきがあるため、このノンコーディングDNAがすべて必須であるとは考えにくい。セントロメアは、半世紀近く前から知られている機能的なノンコーディングDNA配列のもう一つの例であり、コードDNAよりも豊富である可能性が高い。

### テロメア
テロメアは染色体の末端にある反復DNAの領域で、DNA複製の際に染色体の劣化を防ぐ役割を果たす。ショウジョウバエをはじめとしたいくつかの昆虫では、トランスポゾンがテロメアを構成することが知られている。最近の研究では、テロメアは自身の安定性を助ける機能を持つことが明らかになっている。テロメアDNAの一部はTERRA（Telomeric Repeat-Containing RNA）というノンコーディングRNAに転写され、これが染色体末端の安定性、長さ、ヘテロクロマチンの状態に影響を与えることが示されている。

### 足場付着領域
足場付着領域（SAR）またはマトリックス結合領域（MAR）は、真核生物の染色体のDNAのうち、細胞核の基本骨格となる核マトリックスが付着する部分の配列で、様々なタンパク質との相互作用を通じて、転写や複製などに関与する。ヒトゲノムには約10万個のループがあり、それぞれが約100bpのDNAで構成されている。SARに費やされるDNAの総量はヒトゲノムの約0.3％である。

### 偽遺伝子
偽遺伝子の多くは、かつては遺伝子であったものの、突然変異などによって機能しなくなったものであるが、機能する遺伝子が産生するRNAから派生した不活性なDNA配列（プロセス型偽遺伝子）も指す。単細胞生物は排他的な効果を持つ偽遺伝子をほとんど、あるいは全く持たないのに対し、原核生物や真核生物を含む多細胞生物は、より多くの偽遺伝子を保有している。哺乳類やその他の真核生物では、レトロトランスポジションやゲノムDNAの複製によって偽遺伝子が生じる。対照的に、原核生物では、偽遺伝子は元々ある遺伝子やその重複の崩壊や、水平伝播の失敗により生じると考えられている。偽遺伝子は負の選択によって排除されるため、原核生物ではゲノム中のノンコーディングDNAのごく一部でしかない。一部の真核生物では、選択が偽遺伝子を排除するほど強力でないため、偽遺伝子が蓄積すると考える研究者もいる（分子進化のほぼ中立説を参照）。
最初の偽遺伝子は1977年に報告され、それ以来、ヒトをはじめとする多くの生物種で多数の偽遺伝子が報告され、記載されている。ヒトゲノムには、タンパク質をコードする遺伝子に由来する約15,000の偽遺伝子が含まれている他、ノンコーディング遺伝子に由来する偽遺伝子も含まれているが、その詳細な数は分かっていない。偽遺伝子の多くはかつてのイントロン配列を含んでいるため、ゲノムのかなりの部分（～5%）を占めている可能性がある。
偽遺伝子は定義上ジャンクDNAの一種であり、中立的な速度で進化する。ただし、一部の元偽遺伝子は二次的に機能を獲得しており、このことから、ほとんどの偽遺伝子はまだ発見されていない機能を持っているためジャンクではないと推測する科学者もいる。

### リピート配列、トランスポゾン、ウイルス由来の配列

細胞内の可動遺伝因子（左）とその移動方法（右）

トランスポゾンとレトロトランスポゾンは可動遺伝因子の一種である。レトロトランスポゾンの反復配列には、長鎖散在反復配列（long interspersed nuclear elements、LINE）と短鎖散在反復配列（short interspersed nuclear elements、SINE）があり、多くの生物種でゲノム配列の大きな割合を占めている。LINEに分類されるLINE1やSINEに分類されるAlu配列は、ヒトゲノムに特に多く存在する可動遺伝因子であり、それぞれヒトゲノムの約17％と約11％を占めるとされている。いくつかのタンパク質コード遺伝子の転写制御を行うSINEの例も見つかっている。
内在性レトロウイルス配列は、生殖細胞のゲノムへのレトロウイルスゲノムの逆転写の産物である。これらのレトロ転写された配列内の変異はウイルスゲノムを不活性化することができる。
ヒトゲノムの42％以上はレトロトランスポゾンに由来すると認識されており、そのうち全体の8％以上は内因性レトロウイルス配列（ただし、ほとんど崩壊している）で構成されており、さらに3％はDNAトランスポゾンの残骸であると同定できる。ゲノムの残り半分のうち、現在その起源が説明されていないものの多くは、ランダムな突然変異によって認識できなくなった、2億年以上前に活動していたトランスポゾン要素に起源があると予想される。少なくとも2種類の植物におけるゲノムサイズの変異は、ほとんどがレトロトランスポゾン配列の結果である。

### 高頻度反復DNA
高頻度反復DNA（Highly repetitive DNA）は、短いDNAがタンデムに何度も繰り返されるものである。反復される配列は通常2bpから10bpの間であるが、より長いものも知られている。高頻度反復DNAは原核生物では稀であるが、真核生物、特に巨大ゲノムを持つ生物では一般的である。サテライトDNAと呼ばれることもある。
高頻度反復DNAのほとんどはセントロメアとテロメアに存在し（上記参照）、そのほとんどは機能的であるが、一部は機能を持たない冗長なものであるかもしれない。残りの大部分は、ATCのような単純で短い繰り返しからなるショートタンデムリピート（STR；マイクロサテライトとも呼ばれる）として存在する。ヒトゲノムには約35万個のSTRが存在し、平均約25回の繰り返しでゲノム全体に散らばっている。
遺伝子内に存在するSTRの繰り返し数にばらつきがあると、遺伝性疾患を引き起こす可能性があるが、これらの領域のほとんどは、繰り返し数が個体によってかなり異なる、機能しないジャンクDNAであると思われる。このため、これらの長さの違いはDNAフィンガープリンティングで広く用いられている。

### ジャンクDNA
ジャンクDNAとは、偽遺伝子やかつて活動していたトランスポゾンの断片など、生物学的に関連性のない機能を持つDNAのことである。細菌やウイルスのゲノムにはジャンクDNAはほとんど存在しないが、真核生物の中にはそのゲノムに相当量のジャンクDNAを持つものもある。ヒトやその他の大きなゲノムを持つ生物種における非機能性DNAの正確な量は明らかにされておらず、科学文献上でもかなりの論争がある。
細菌ゲノムの非機能性DNAは、ほとんどがノンコーディングDNAの遺伝子間に存在するが、真核生物ゲノムではイントロン内にも存在する。ノンコーディングDNAの中にも機能的なDNAエレメントの例が多くあり、ノンコーディングDNAの全てをジャンクDNAと同一視するのは誤りであることに注意することが重要である。

## ゲノムワイド関連解析とノンコーディングDNA
ゲノムワイド関連解析（GWAS）は、ゲノム全域にわたる遺伝子変異について、表現型や疾患などの観察可能な形質との関連を明らかにするものである。ほとんどの関連は一塩基多型（SNPs）と調査される形質との間にあり、これらのSNPsのほとんどは非機能性DNAに位置している。関連は形質の原因となるDNA領域のマッピングに役立つ連鎖を確立するが、必ずしも疾患や表現型の違いを引き起こす変異を同定するものではない。
形質と密接に関連しているSNPは、原因変異を同定する可能性が最も高いものである（このような関連は連鎖不平衡と呼ばれる）。これらの多型の約12％はコード領域に存在し、約40％はイントロンに存在し、残りの大部分は調節配列を含む遺伝子間領域に存在する。

## 参考資料
- “Genome size evolution in plants”. The Evolution of the Genome. San Diego: Elsevier. (2005). pp. 89–162. ISBN 978-0-08-047052-8
- “Genome Size Evolution in Animals”. The Evolution of the Genome. (2005). pp. 3–87. doi:10.1016/B978-012301463-4/50003-6. ISBN 978-0-12-301463-4
- “The mammalian transcriptome and the function of non-coding DNA sequences”. Genome Biology 5 (4):  105. (2004). doi:10.1186/gb-2004-5-4-105. PMC 395773. PMID 15059247.
- “The evolution of noncoding DNA: how much junk, how much func?”. Trends in Genetics 21 (10):  533–536. (October 2005). doi:10.1016/j.tig.2005.08.001. PMID 16098630.